# Henry Savary de Beauregard
Pour les articles homonymes, voir Savary et Beauregard.
Louis-Henri Savary de Beauregard, né le 11 octobre 1862 à Châtillon-sur-Sèvre et mort le 18 avril 1913 au château de la Pastellière (Combrand), est un homme politique français.

## Biographie

### Famille
Louis-Henri Savary de Beauregard appartient à une famille originaire de Vendée.
Il est le fils de Henri Charles Gabriel Savary de Beauregard, né le 1er octobre 1822 à La Chataigneraie (Vendée) , maire de Montravers et conseiller général des Deux-Sèvres, créé comte romain par bref du Pape Léon XIII en date du 21 mars 1882, propriétaire du château du Deffend, et de Louise Marie Adélaïde de Chabot (fille du comte Constantin Joseph de Chabot, chef de division dans l'armée vendéenne et chevalier de Saint-Louis, et sœur d'Auguste de Chabot), née le 12 décembre 1834 à Nantes (Loire-Atlantique).
Sa famille, d'ancienne bourgeoisie, a donné plusieurs maires perpétuels de Fontenay-le-Comte sous l'Ancien Régime ainsi qu'un sénéchal du Bas-Poitou avant la Révolution.
Marié le 19 novembre 1891, à Paris, avec Louise Marie Madeleine de Salvaing de Boissieu, fille du baron Arthur de Boissieu et petite-fille du vicomte Auguste Ernest d'Aboville, il est le père de 8 enfants :

### Carrière politique
Propriétaire de terres dont il supervise l'exploitation, membre du Comité d'action électorale catholique « Justice - Égalité », il devient conseiller de l'arrondissement de Bressuire en 1888, maire de Châtillon-sur-Sèvre en 1890 (il est alors le plus jeune maire de France jusqu'en 1913), puis conseiller général des Deux-Sèvres pour le canton de Bressuire de 1904 à 1910.
Savary de Beauregard est élu député le 10 octobre 1897, succédant au marquis Julien-Gaston du Vergier de La Rochejaquelein, son parent. Il siège au sein de l'Action libérale et se montre un grand soutien de l'Église catholique.
À la fin du mois d'avril 1912, il entreprend un pèlerinage à Lourdes, demandant sa guérison d'un cancer :
« mais quelle responsabilité si je guéris : il me faudra vivre comme un saint pour témoigner au bon Dieu ma reconnaissance et publier ses infinies bontés. (…) Oh ! que je suis heureux de n'avoir travaillé que pour Dieu ! ».
Il est réélu député jusqu'à sa mort, survenue le 18 avril 1913, alors âgé de cinquante ans

### Divers
Passionné de chasse à courre, maître d'équipage de chasse à courre du Deffend en forêt de Vezins, il rédige un livre de vénerie, commencé au château du Deffend, le 16 septembre 1884, « destiné à contenir la liste des chiens, leur généalogie et le récit de chacune de nos chasses ».
Il était membre de la Société des archives historiques du Poitou.

## Sources
- abbé Louis Pasquier, Henri Savary de Beauregard : député des Deux-Sèvres de 1897 à 1913, 1914